# Filibert de Montjeu
Filibert de Montjeu (fr. Philibert de Montjeu; † 19. června 1439 Praha), též Filibert z Coutances, byl francouzský biskup a významná osobnost církevních koncilů. Jako legát Basilejského koncilu hrál vedle Jana Palomara hlavní roli při vyjednáváních s husity o dohodě s římskou církví, která se uzavřela vyhlášením tzv. Basilejských kompaktát.

## Život

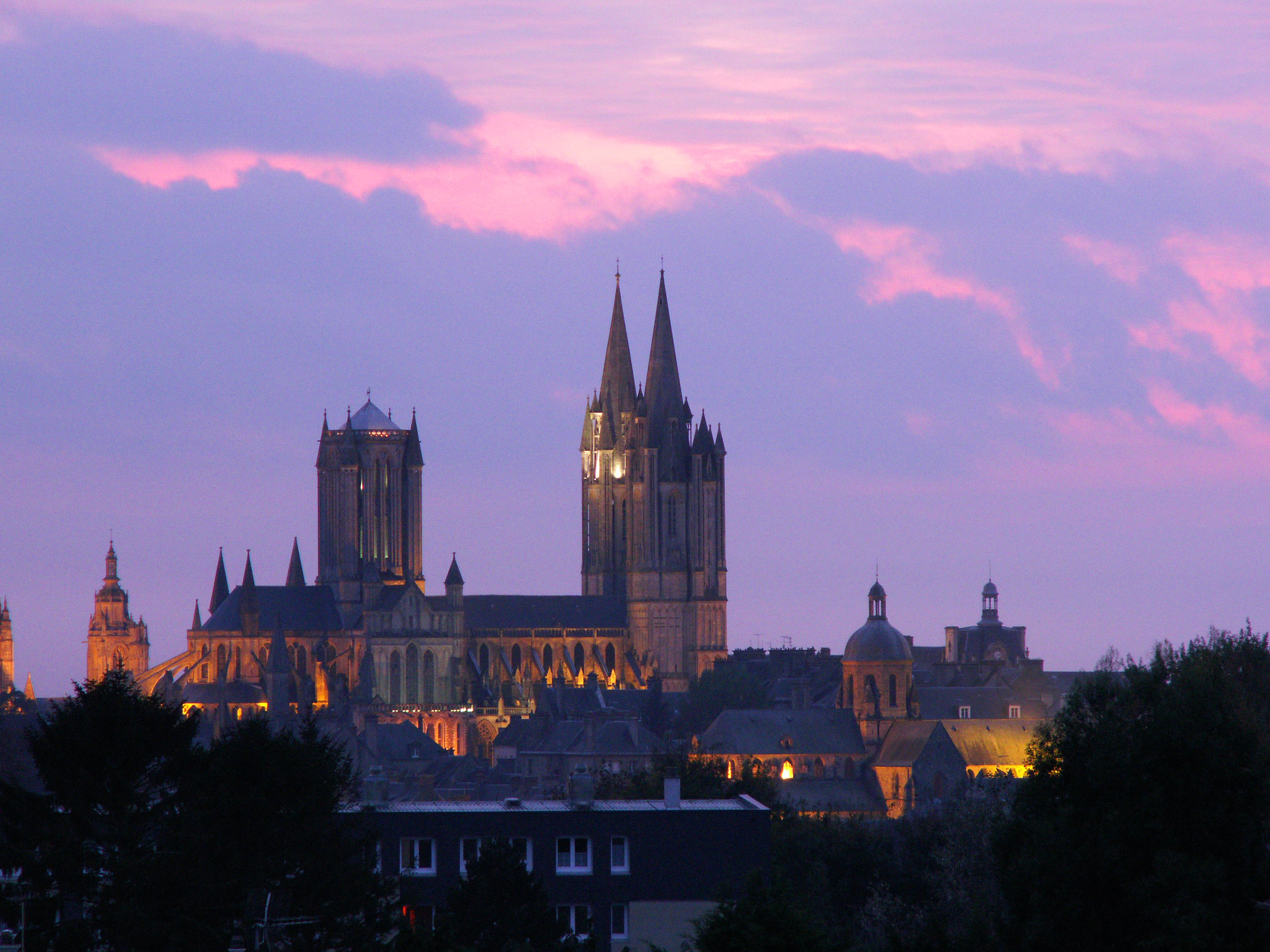
Katedrála ve městě Coutances.

Pocházel ze staré burgundské šlechtické rodiny. Mezi jeho příbuzné patřila řada významných duchovních, například jeho strýc Philibert de Saulx, biskup z Amiens. Studoval na pařížské univerzitě a roce 1406 vstoupil do služeb do služeb burgundského vévody Jana, zvaného Nebojácný. Zde jeho kariéra skončila v roce 1419, kdy byl Jan zavražděn. Později se aktivně zúčastnil církevních shromáždění: v roce 1423 působil na koncilu v Pavii a Sieně, kde byl předsedajícím za "galský národ", na Basilejském koncilu už patřil k nejdůležitějším osobnostem (po odstoupení Cesariniho od února do září 1432 koncilu předsedal). Předtím ho v roce 1424 papež Martin V. ustanovil biskupem v normandském Coutances. V letech 1433-1436 byl jako legát koncilu jedním z hlavních vyjednavačů v otázce přijetí husitských Čech zpět do lůna římské církve. Konec života strávil v Praze, kde také zemřel a byl pochován v katedrále sv. Víta.

## Působení v Čechách
Biskup Filibert byl vedoucím první konciliární legace, která přijela do Prahy v květnu roku 1433 poté, co disputace se zástupci husitů o čtyřech pražských artikulech v Basileji nedospěly k žádnému výsledku. Účastnil se i dalších misí a urputných jednání v následujících letech nejen v Praze, ale např. i v Řezně, v Brně a Stoličném Bělehradě, samozřejmě byl i u slavnostního vyhlášení kompaktát v Jihlavě. Jako jediný z legátů zůstal nadále v Praze a k nevůli strany podobojí si zde počínal jako administrátor arcidiecéze - Jan Rokycana totiž nebyl řádně vysvěcen a jeho volbu arcibiskupem katolická církev neuznala (byl uznáván pouze utrakvisty). Filibert znovu vysvětil chrám sv. Víta, napomáhal návratu mnichů do klášterů, kromě svěcení kostelů udílel i nižší svěcení jak katolickým, tak utrakvistickým kněžím. (Později byl administrátorem utrakvistů zvolen Křišťan z Prachatic). 